# Viktor Sonnenfeld
Viktor Sonnenfeld (Petrijevci, 21. siječnja 1902. – Osijek, 30. ožujka 1969.), 
hrvatski prevoditelj i filozof. 
Viktor Sonnenfeld rođen je u Petrijevcima, mjestu nedaleko od Osijeka, u židovskoj obitelji. U Osijeku je završio pučku školu i realnu gimnaziju, a u Zagrebu i Marseilleu studirao je filozofiju. Živio je i djelovao u Osijeku. 
Prevodilačkim radom u osječkim dnevnim novinama „Hrvatski list“, a u potonjem vremenu u „Glasu Slavonije“ bavio se 47 godina. 
Prevodio je djela njemačkih filozofa i književnika (npr. Kanta, Hegela, Nietzschea i drugih). Sveukupno je s njemačkog na hrvatski jezik preveo 940 naslova. U Gradskoj i sveučilišnoj knjižnici pohranjena je njegova osobna biblioteka, legat od 3345 knjiga.